# Robert Lansdorp
Robert Lansdorp (12. listopadu 1938 Semarang, Indonésie – 16. září 2024) byl americký tenisový trenér nizozemského původu, který kariéru profesionálního kouče zahájil v San Diegu. Jeho trenérská základna leží v kalifornském Peck Parku u losangeleského bydliště v San Pedru. Nikdy neusiloval o založení akademie, ale preferoval práci na dvorci.

## Trenérská kariéra
V roce 1962 mu Pepperdine University v Malibu nabídla stipendium poté, co porazil na tenisovém turnaji jedničku univerzitního klubu. Po kariéře vysokoškolského tenisty začal na sklonku 60. let trénovat v sandiegském Morley Field. V roce 1970 se přemístil do klubu Jacka Kramera v kalifornském Rolling Hills Estates, následně pak do Riviera Country Clubu a South Bay Tennis Clubu.
V mezinárodním tenise na sebe poprvé upozornil jako trenér Tracy Austinové, jíž vedl od osmi let. Šestnáctiletá Američanka se v roce 1979 stala historicky nejmladší šampionkou dvouhry na US Open. Následně se podílel na rozvoji budoucích světových jedniček, když koučoval Peta Samprase, Lindsay Davenportovou a Marii Šarapovovou. Z dalších hráčů se jednalo např. o Anastasiji Myskinovou, Annu Čakvetadzeovou či Justina Gimelstoba. V roce 2018 se jeho svěřenkyní stala Kanaďanka Eugenie Bouchardová.
V trenérské činnosti se zaměřil na dril a propracovanost základních úderů, především forhendu, u nějž rozvinul vlastní styl tvrdého, rychlého a přímého úderu, zvaného „Lansdorpův forhend“. Úder je hrán uvolněnou, jakoby gumovou, paží v nápřahovém oblouku nataženou široce od těla s kontinentálním či východním držením rukojeti. Ohnutý loket směřuje s raketou proti míči a končí dlouhým dotaženým obloukem vysoko nad druhým ramenem. Podle tenisového novináře Marka Winterse je tento styl Lansdorpova úderu u tenistů rozpoznatelný, na způsob „tetování“.
Spolu s Nickem Bollettierim, Jerrym Baskinem a Jackem Sharpem obdržel v Indian Wells na premiérovém ročníku udílení trenérských ocenění v roce 2013 Cenu pro trenérskou legendu týmu USA. Téhož roku veřejně kritizoval Program pro rozvoj hráčů Americké tenisové asociace vedený generálním manažerem Patrickem McEnroem, jenž požadoval pro mladší žáky do deseti let hrát na malých dvorcích s lehčími zelenými míči. Přístup označil „za špatný pro velmi talentované děti,“ a dodal, že Šarapovová, Selešová a sestry Williamsovy byly velmi soutěživé na normálních kurtech s klasickými raketami již od sedmi let věku.

## Soukromý život
Narodil se roku 1938 v indonéském Semarangu do rodiny Nizozemců. Otec pracující pro firmu Goodyear byl za druhé světové války Japonci zajat a držen v koncentračním táboře. Matka byla také internována. Po ukončení konfliktu se rodina za pomoci Červeného kříže přepravila do Nizozemska. Dva roky pak opět žila v Jakartě, kde otec obnovoval obchodní vztahy firmy. V důsledku politické nestability se Lansdorp s matkou vrátili do Evropy a ve dvanácti letech začal školní docházku v Nizozemsku. O rok později jej kamarád přivedl do tenisového klubu. V roce 1960 rodina přesídlila do Spojených států a usadila se v San Diegu.